# Ruska akademija znanosti
Ruska akademija znanosti (rus. Российская академия наук, PAH), je ruska nacionalna akademija. Akademija se sastoji od devet glavnih ogranaka, podjeljenih prema znanstvenim područjima. Organizacija obuhvata oko 1000 istraživačkih i obrazovnih instituta diljem ruske federacije. Sjedište Akademije je u Moskvi.

## Povijest
Akademiju znanosti osnovao je 1724. Petar Veliki u Sankt Peterburgu, a tada je nosila naziv Sankt-peterburška akademija znanosti. Naziv je nekoliko puta mijenjan tijekom godina. Zasebna organizacija pod nazivom Ruska akademija osnovana je 1783. koja je trebala praviti studije o ruskom jeziku. Ruska akademija ulazi 1841. u sastav znanstvene akademije, koja se tada zvala Sankt-peterburška kraljevska akademija znanosti. Sljedeci put dolazi do promjenje imena 1925., kada je sovjetska vlada preimenovala akademiju u Akademija znanosti SSSR-a, a 1934. sjedište Akademije seli u Moskvu s jednim brojem znanstvenih institucija. Sadašnji naziv Ruska akademija znanosti je Akademija dobila 2. prosinca 1991.

## Vanjske poveznice
- Službena stranica